# Saarfördraget
Saarfördraget eller Luxemburgfördraget (tyska: Vertrag von Luxemburg) är ett avtal som Västtyskland och Frankrike skrev på och gällde Saarlands återförande till Västtyskland. Fördraget skrevs på i Luxemburg den 27 oktober 1956 av utrikesministrarna Heinrich von Brentano (Västtyskland) och Christian Pineau (Frankrike), efter en folkomröstning den 23 oktober 1955 där majoriteten röstade emot Saarstadgan.
Efter att Saarlands lantdag förklarat att uppgå i Västtyskland, införlivades Saarland den 1 januari 1957. Båda parter gick med på att införa en ekonomisk övergångsperiod fram till 1959, där Saarland stod under fransk kontroll.

### Fotnoter
1. ↑  Picture: The Saar Treaty (27 October 1956)
2. ↑  Beitrittserklärung des Saarlandes nach dem Grundgesetz der Bundesrepublik Deutschland. Amtsblatt des Saarlandes, 1956, p. 1645